# Gerra adrasta
Gerra adrasta là một loài bướm đêm trong họ Noctuidae.